# Kámoš k pohledání
Kámoš k pohledání (orig. I Love You, Man) je americká filmová komedie z roku 2009 režiséra Johna Hamburga v hlavních rolích s Paulem Ruddem, Jasonem Segelem a Rashidou Jones.

## Děj
Realitní makléř Petr Klaven se právě zasnoubil se Zooey Riceovou. Zooey zavolá svým kamarádkám, aby jim o zasnoubení řekla, ale Petr vypadá, že nemá nikoho, s kým by se chtěl o zprávu nějak podělit. Při návštěvě jeho rodičů vyjde najevo, že Petr spíše vyhledává vztahy s ženami, než mužské přátele. Poté, co zaslechne rozhovor Zooey s kamarádkami, si uvědomí, že si musí najít nejlepšího přítele, aby měl na svatbě nějakého svědka.
Petr se pokusí jít na "mužské rande" s několika muži. Všechny ale zkrachují kvůli jeho neznalosti toho, co to znamená "být mužem". Petr s pocitem odmítnutí je rozhodnut své snahy vzdát, když během prezentace domu Loua Ferrigna potká Sydneyho Fifea, potenciálního zákazníka, který ale přizná, že dům navštívil pouze, aby balil rozvedené ženy. Oba dva muži si padli do oka, ačkoli mají oba odlišné osobnosti. Vymění si vizitky. Petr později Sydneymu zavolá a jdou společně ven.
Petr a Sydney spolu začínají trávit čas častěji až Sydney pozve Petra do své "mužské jeskyně", místa v jeho garáži, kde má velkou televizní obrazovku, své hudební nástroje a další věci. Petra a Sydneyho brzy spojí jejich společná oblíbená kapela Rush a začnou se scházet, aby si spolu zahráli jejich skladby. Petr nakonec na jejich zásnubní párty představí Sydneyho Zooey, ale ta si na něj utvoří špatný názor, když Sydney přede všemi naznačí, že by měla Petrovi dopřát orální sex.
Následující večer má Petr se Zooey v plánu pravidelný televizní večer, když mu Sydney řekne o koncertu Rush. Petr nakonec souhlasí, že půjde, ale vezme s sebou Zooey. Na koncertu se Petr baví se Sydneym a Zooey se cítí odstrčená. Další den, během nákupu obleků, se Sydney zeptá Petra, proč si Zooey bere a také ho požádá o půjčku. Petr se rozhodne Sydneymu půjčit a později ho požádá, aby se stal jeho svatebním svědkem.
Zooey mezitím začala být vůči Sydneymu podezřívavá, zvláště poté, co se porve s Louem Ferrignem. Kvůli tomu Petr pravděpodobně ztratí exkluzivní prodejní práva na Ferrignův dům. Petr řekne Zooey, že půjčil Sydneymu peníze a zeptá se jí, jestli ví, proč se vlastně berou. Zraněná a rozčílená Zooey odejde bydlet do domu kamarádky.
Když jde Petr další den do práce, dojde mu, že Sydney použil půjčené peníze na Petrovu reklamu. Nechal po městě rozmístit vtipné billboardy. Petr se rozčílí a řekne Sydneymu, že si přeje, aby se přestali stýkat. Petr se pak vydá vyřešit svůj vztah se Zooey. Vysvětlí jí, že je nervózní, ale je připraven se oženit.
Petr pak zjistí, že Sydneyho billboardy fungovaly, když se mu začnou ozývat další klienti a vrátí se k němu i Lou Ferrigno. Petr se cítí špatně kvůli tomu, jak se zachoval k Sydneymu, ale na svatbu ho znovu nepozve. Místo toho pozve na svatbu několik dalších potenciálních svědků, včetně Loua Ferrigna. Před svatbou uvidí Zooey Petra smutného, a tak zavolá Sydneymu a pozve ho na svatbu. Ten už v té době na svatbu jede. Před vyřčením svatebních slibů Sydney dramaticky vstoupí na scénu. Prozradí Petrovi a Zooey, že je ve skutečnosti úspěšným investorem a vrátí Petrovi peníze a řekne, že billboardy byly svatebním darem. Petr a Zooey si vyznají lásku a Sydney se stane jejich svědkem.

## Obsazení
| Paul Rudd     | Petr Klaven      |
| Jason Segel   | Sydney Fife      |
| Rashida Jones | Zooey Riceová    |
| Jaime Pressly | Denise McLeanová |
| Sarah Burns   | Hailey           |
| Andy Samberg  | Robbie Klaven    |
| J. K. Simmons | Oswald Klaven    |
| Jane Curtin   | Joyce Klavenová  |
| Jon Favreau   | Barry McLean     |
| Lou Ferrigno  | sám sebe         |
| Rob Huebel    | Tevin Downey     |
| Aziz Ansari   | Eugene           |
| Nick Kroll    | Larry            |
| Mather Zickel | Gil              |
| Thomas Lennon | Doug Evans       |

## Ohlas
Kámoš k pohledání sklidil pozitivní reakce kritiky, které se soustředily zejména na fungující chemii mezi Ruddem a Segelem, ale i na vedlejší herecké výkony. Server Rotten Tomatoes dává filmu na základě 193 hodnocení kritiků skóre 83%. Oproti tomu uživatelé tohoto serveru hodnotí film průměrně pouze 72%. Server Metacritic hodnotí film 70 body ze 100 na základě 34 recenzí. Uživatelé ČSFD snímek hodnotí průměrně 67%.
Během úvodního víkendu ve Spojených státech snímek utržil téměř 18 milionů USD a stal se tak druhým nejúspěšnějším filmem víkendu po snímku Proroctví, které mělo premiéru ve stejný den. Celkově ve Spojených státech Kámoš k pohledání utržil přes 71 milionů USD a v zahraničí dalších více než 20 milionů USD, z toho v České republice téměř 40 tisíc USD.